# Granastów
Granastów (słow. Hraničné; do 1948 Granastov, niemiecki Granasdorf, węgierski do 1907 Granasztó, później Határhely) – wieś (obec) na Słowacji położona w kraju preszowskim, w powiecie Lubowla. Pierwsze wzmianki o miejscowości pochodzą z roku 1342.
Granastów położony jest w Górach Lubowelskich w dolinach potoków Hranična i Eliaszówka. Przez miejscowość tę przebiega droga krajowa nr 68 łącząca Piwniczną z Lubowlą.
Według danych z dnia 31 grudnia 2016, wieś zamieszkiwało 185 osób, w tym 90 kobiet i 95 mężczyzn.

## Zabytki
- Drewniana świątynia chrześcijańska Niepokalanego Poczęcia Najświętszej Maryi Panny postawiona wspólnymi siłami grekokatolików i rzymskich katolików w 1785.